# مسيرة المنشقين

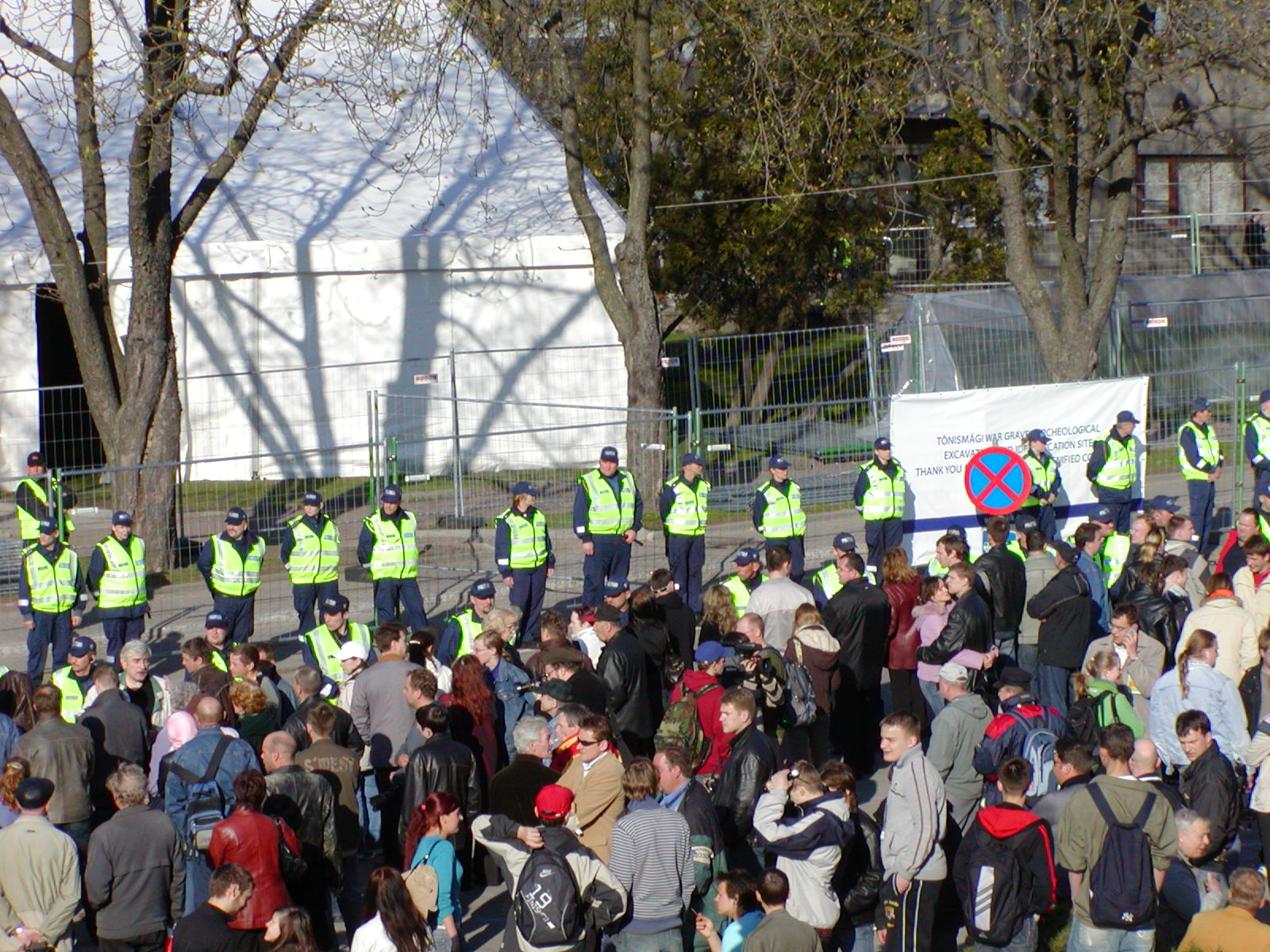
جانب من الاحتجاجات

الاحتجاجات الروسية بدأت يوم 24 نوفمبر 2007 في سانت بطرسبرغ وموسكو. فرقت الشرطة المظاهرات المناهضة لبوتين في موسكو واعتقلت بطل العالم السابق في الشطرنج غاري كاسباروف الذي أصبح من أشد منتقدي الحكومة. وزج بكاسباروف السبت بالسجن لمدة خمسة أيام لتنظيم تجمع غير مرخص به، ورفض الانصياع لأوامر الشرطة، لكنه قال للصحفيين ان الاتهامات «لا اساس لها» واتهم الرئيس الروسي بالجوء إلى تكتيكات لتخويف المتظاهرين. في سانت بطرسبرغ حيث تجمع المئات تحركت الشرطة للقيام باعتقالات في صفوفهم.